# Osieck pod Grabinką
Osieck pod Grabinką – dawna osada w Polsce położona w województwie mazowieckim, w powiecie otwockim, w gminie Osieck.
W latach 1975–1998 miejscowość administracyjnie należała do województwa siedleckiego.
Nazwę zniesiono z 2023 r.